# مرداس بن مروان
مرداس بن مروان هو الصحابي مرداس بن مروان الأنصاريّ الخزرجيّ قال ابْنُ الكَلْبِيِّ: أسلم هو وأبوه، وشهد الحديبية، وبايع تحت الشجرة، وكان أَمينَ النبي صَلَّى الله عليه وسلم على سُهمانِ خيبر، ذكره الغساني.